# Sri Indraditya
Vua Sri Indraditya (tiếng Thái: พ่อขุนศรีอินทราทิตย์); RTGS: Pho Khun Si Inthrathit cai trị Vương quốc Sukhothai từ năm 1238 đến k. 1270. Ông được coi là người sáng lập ra triều đại Phra Ruang, là triều đại đầu tiên trong lịch sử Thái Lan và đặt quốc hiệu Xiêm lần đầu tiên. Triều đại của ông đã chấm dứt quyền bá chủ của Đế chế Khmer hùng mạnh đối với Xiêm La.

## Khó khăn trong diễn giải
Ban đầu được biết đến với cái tên Pho Khun Bang Klang Hao tiếng Thái: พ่อขุนบางกลางหาว được hiểu là chúa tể bầu trời, cuộc tranh cãi quanh tên này cho thấy những hạn chế của bản thể. Khoa học này nghiên cứu các văn bản hoặc tranh khắc bằng văn bản, để xác định đồ họa, làm rõ nghĩa của chúng, phân loại sử dụng theo ngày tháng và bối cảnh văn hoá. Các văn bản khắc trên bia thường thiếu phần trên hoặc dưới cùng, chỉ cần nơi mà người ta mong đợi ngày, làm phức tạp hơn việc rút ra kết luận về văn bản và các nhà văn. Cụ thể là bị loại trừ khỏi ký ức là ý nghĩa lịch sử của một huy hiệu như là một tài liệu, và giá trị nghệ thuật của một tác phẩm văn học. Những biến chứng này dẫn đến việc cai trị trong cuộc sống sớm chỉ đơn giản là Hào (tìm kiếm).
Tên thứ hai là tên chính thức theo phong tục hoàng gia Khmer. Tên này được sử dụng sau khi ông làm lễ đăng quang. Tên "Sri Indraditya" được ghi trong bia đá số 2 tại chùa Si Chum (Wat Sri Chum) với tên là "Sri Intharapadintharathit", một tên danh dự do vua Khmer cổ phong tặng cho Pho Khun Pha Mueang, người cai trị Mường Sukhothai thuộc triều đại Sri Naowanathum (พ่อขุนศรีนาวนำถุม). Sau này, Pho Khun Pha Mueang đã nhường tên này lại cho bạn ông, Pho Khun Bang Klang Hao (vua Sri Indraditya).

## Nắm quyền
Khi Pho Khun Si Intharathit còn được biết đến với tên Pho Khun Bang Klang Hao, ông đã hợp tác với Pho Khun Pha Mueang, Chao Mường Rat thuộc triều đại Sri Naowanathum.:195–196 Họ đã tập hợp quân đội để tiến hành cuộc đảo chính chống lại tướng Khmer Sbod Khlong Lampong (ขอมสบาดโขลญลำพง). Pho Khun Bang Klang Hao đã chiếm được Mường Sri Satchanalai và Mường Bang Khlong, sau đó trao cả hai mường này cho Pho Khun Pha Mueang. Pho Khun Pha Mueang cũng chiếm được Mường Sukhothai và trao mường này cho Pho Khun Bang Klang Hao, cùng với thanh kiếm chiến thắng và tên hiệu "Sri Intharabodin Tharit", mà sau này được rút gọn thành Sri Indraditya. Việc ông cai trị Sukhothai và thành lập Sukhothai làm kinh đô đã mang lại ảnh hưởng lớn cho triều đại Phra Ruang tại khu vực Sukhothai và mở rộng lãnh thổ một cách rộng rãi. Tuy nhiên, khu vực Saraluang Song Khwae vẫn là căn cứ quyền lực của triều đại Sri Naowanathum.
Giữa triều đại của ông, đã xảy ra cuộc chiến với Khun Sam Chon, Chao Mường Chot. Trong trận chiến này, quân đội của ông đã bỏ chạy, như được ghi lại trong bia đá rằng "quân lính của vua đã bỏ chạy tán loạn". Lúc đó, con trai nhỏ của ông (Ramrach) đã thể hiện tài năng vượt trội khi cưỡi voi tiến lên chiến thắng Khun Sam Chon. Sau đó, ông phong cho con trai mình tên là Ram Khamhaeng.
Trong thời kỳ lịch sử dân tộc chủ nghĩa, có một quan niệm cho rằng ông là người lãnh đạo người Xiêm chống lại ảnh hưởng của người Khmer ở Suvarnabhumi, giành chiến thắng và tuyên bố độc lập để thành lập vương quốc Sukhothai. Ông được cho là vị vua đầu tiên của vương quốc Thái Lan. Tuy nhiên, quan niệm này đã được chứng minh là không đúng sự thật vì ông không phải là vị vua đầu tiên. Trước đó đã có Pho Khun Sri Naowanathum cai trị Sukhothai.

## Qua đời
Có nhiều tài liệu và bằng chứng khác nhau về thời điểm băng hà của Pho Khun Si Intharathit:
- "Biên niên sử Hoàng gia": Theo biên niên sử hoàng gia, phiên bản được viết tay hoàng gia và tài liệu từ buổi hội thảo khảo cổ học thời kỳ Sukhothai năm 1960 của Cục Mỹ thuật Thái Lan, không có bằng chứng rõ ràng về năm Pho Khun Si Intharathit băng hà.
- "Truyền thuyết Sawankhalok": Theo truyền thuyết Sawankhalok, phiên bản của Phra Muninthranuwat (Munin Suntharo) tại chùa Phra Si Rattana Mahathat Ratchaworawihan, tỉnh Sukhothai, có ghi chép rằng "Pho Khun Si Intharathit là em trai của Vua Fang (ở phía bắc Chiang Mai), trị vì từ năm 1214 đến khi băng hà vào năm 1269".
- "Giả thuyết của Chai Rueangsit": Chai Rueangsit giả định rằng Vua Si Intharathit đã cai trị vương quốc Sukhothai khoảng năm 1257, nhưng không xác định năm ông băng hà.

Các nguồn tài liệu này cho thấy rằng, mặc dù có một số giả thuyết về thời gian cai trị và băng hà của Pho Khun Si Intharathit, không có một bằng chứng cụ thể và nhất quán nào xác nhận năm chính xác ông qua đời.

## Hậu duệ
Pho Khun Si Intharathit có năm người con, bao gồm cả hoàng tử và công chúa:
1. Hoàng tử cả, tên không được ghi chép, mất khi còn trẻ.
2. Pho Khun Ban Mueang, hoàng tử thứ hai, kế vị sau khi Pho Khun Si Intharathit qua đời.
3. Pho Khun Ramkhamhaeng Maharat (Pho Khun Ramrach), hoàng tử thứ ba, tên ban đầu là Pho Ram.
4. Công chúa, tên không được ghi chép.
5. Công chúa, tên không được ghi chép.

Dù không biết chính xác năm Pho Khun Si Intharathit qua đời, nhưng sau khi ông băng hà, Pho Khun Ban Mueang, hoàng tử thứ hai, đã kế vị ngai vàng.